# 尼古劳斯·路德维希·青岑多夫

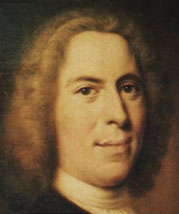
青岑多夫

尼古劳斯·路德维希，青岑多夫和波滕多夫的帝国伯爵（法語：Nikolaus Ludwig, Reichsgraf von Zinzendorf und Pottendorf，1700年5月26日—1760年5月9日；又譯新生铎夫或亲岑多夫），通称青岑多夫，宗教和社会改革家，摩拉维亚弟兄会主教，出生在德累斯顿。青岑多夫具有敏銳的情感內在特質，很容易表現出心中悲傷和喜悅的情緒。他俱有演說的天賦，能言善道使他未來在傳福音的工作能一展長才。他的外在總是以簡單樸素自居，卻深富個人獨特的魅力，然而另一方面，他獨特的性格與表達方式卻往往容易遭人誤解。 欽岑多夫一生竭力在海外的傳福音、宣教佈道工作，不遺餘力。他同時也是敬虔派先驅－施本爾（Philipp Jacob Spener，1635-1705）極為要好的朋友。其妻－埃德穆特·多罗特娅（Erdmuthe Dorothea von Reuss，1700-1756）亦為其最得力的助手，雖然身兼師母、妻子、宣教士等多重身分，卻也因此更展現出其管理的恩賜；然而長期與丈夫東征西討的生活，則因忙碌傳福音的工作，最終因體力透支，而於1756年病逝；四年後，青岑多夫也因感染熱疾，終老於黑恩胡特。

## 早年生活
青岑多夫的祖先属于下奥地利，最古老的貴族家庭之一，為封建制度下的大地主，但是在宗教改革时期站在新教徒一边，定居在纽伦堡附近,因此家庭成員有不乏是皇室的重要閣揆。他的父母属于虔信派，教父是斯彭内尔（Philipp Jakob Spener），是薩克森法庭的法官，然而卻於他出生6周时父亲去世，病因為肺結核，家中由原本洋溢喜獲麟兒的氣氛下頓時進入悲喜交加的場景。在他4岁时母亲改嫁當時相當知名的普魯士軍官－纳茨默將軍（Dubislaw Gneomar Natzmer，1654-1739）。青岑多夫就被交由外婆－亨丽埃塔·盖斯多夫（Henrietta Catharina），这位祖母对他的性格形成起了关键性作用。她們二人齊心栽培青岑多夫，特別是對於信仰的陶冶，從小被教導渴慕、愛慕主的話語，並時常操練禱告的敬虔生活，他可以說是在一個充滿屬靈氛圍與祝福成長下的孩子，兒時的信仰歷練更奠定他未來對傳福音的熱誠。

## 成長經歷
十歲起，青岑多夫就被外婆與阿姨安排進入了一所寄宿學校，於富朗開基金會的哈雷學院（Halle School）預科班就讀（1716-1721）。此校為當時敬虔派信仰教育的大本營，因此也更加深欽岑多夫對於學識與靈性涵養的操練。在校期間他與其他的男同學共同組織了一個社團－芥菜種會（The Order of the Grain of Mustard Seed），承襲施本爾敬虔信仰的精神，起初只有四個成員，然而至青岑多夫十六歲畢業後，已成為七人小組。芥菜種會果真猶如其名，起初只是學生社團，而後更發展成為跨越國界、宣揚神愛世人的福音佈道團契，被其所影響的人不計其數其中包括：巴黎的樞機主教路易-安托万·德·诺瓦耶（Cardinal Louis Antoine de Noailles，1651-1729）、英國的坎特布理大主教波特（John Potter，1674-1747）等；甚至丹麥兼挪威的國王克里斯蒂安六世（King Christian IV if Denmark，1699-1746）深受影響而促成欽岑多夫差派宣教士前往西印度群島進行宣教工作。
青岑多夫在求学时代身处德国哈雷的虔信派环境中。1776年，他进入维登堡大学学习法律，准备将来担任外交官。此校因馬丁路德的改教運動而聲名卓越，名噪當時歐洲大陸，威登堡大學亦為信義宗濃厚背景的正統派學府。青岑多夫於就學期間深受馬丁路德著作的影響，也開展了他對於路得神學的眼界，使他的學術涵養更加豐富充實，這也是之所以青岑多夫對於正統派的神學立場較溫和的原因。由於當時代信仰觀念影響，敬虔派備受歧視，青岑多夫因敬虔派背景過於濃厚而深受困擾。甚至於學院內有老師被安排四處監視欽岑多夫的一舉一動。3年后他在荷兰、法国和德国各地进行学业旅行，访问著名的行善者和各种教派。在返程时他拜访了家族中定居在Oberbürg和Castell的分支。在Castell延长的拜访期间，他爱上了自己的表妹特奥多拉（Theodora），但是她的母亲孀居的伯爵夫人反对这场婚姻，这位小姐后来成为Reuss的亨利伯爵夫人。而青岑多夫從他的遊學旅程中，邂逅各路人馬，有神學家、歷史學家、醫生、藝術家等。透過與人來往的討論分享甚至爭辯，漸漸型朔出他深厚的學術知識與靈性生命。
結束一年的遊學旅程，青岑多夫回國後迫不及待的與友人分享遊學中的所見所聞，卻也因緣際會結識了與他共結連理的終生伴侶－埃德穆特·多罗特娅（Erdmuthe Dorothea von Reuss，1700-1756）。青岑多夫於1727年，也就是婚後隔年，出任法院委員一職。新婚的青岑多夫與妻子搬進了向祖母購買位於德國東部的贝特尔斯多夫莊園（Bethelsdorf）。其後，並開始在莊園中建立他理想中的敬虔信仰社區團體。由於青岑多夫對敬虔理想實踐的執著，因此他不打算加入某一宗教群體的組織，而是創建一個符合他理想的基督教協會。並透過許多宣傳的方式，如：分發小冊子和書籍等文宣，並通過展示實際行動傳達理念，以其喚醒路得宗的弟兄們。而艾德慕特可說是促成摩拉維亞教會成立的幕後重要推手之一，即便於終老之時，仍竭力支持丈夫在宣教的事工。

## 蒙召
青岑多夫似乎对蒙召为上帝服务已经不抱希望。先前他遵从家族愿望，准备成为外交官，拒绝了弗兰克（August Hermann Francke）的邀请。然而1727年，由波西米亞與摩拉维亚（今捷克共和國）的難民湧入了贝特尔斯多夫莊園附近，新移民開始了在當地的新生活。青岑多夫為難民建立了一個新的家園，並且與當地移民共同組織了一個新的宗教團體，也是摩拉维亚教會的先驅－主護城（Herrnhut，音译名“黑恩胡特”）。當年欽岑多夫也辭去了公僕的職務，專心致力於發展莊園內的教育工作，更為未來海外的宣教事工奠定了穩固的基礎。

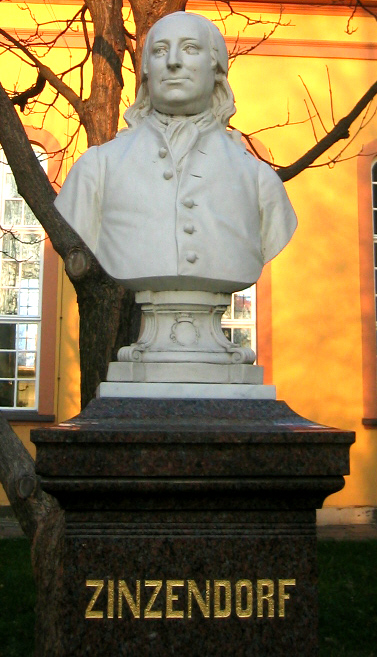
德国主护村青岑多夫纪念碑

## 传教士与老年
青岑多夫对于传教兴趣极浓，派遣传教士向丹麦在西印度群岛殖民地的奴隶，以及格陵兰岛和拉布拉多的因纽特人传教。他利用与丹麦宫廷的私人关系

## 理念主張
十七、十八世紀時，基督教於德國興起了敬虔復興運動。當時敬虔主義的先驅是亞仁特（Johan Arndt）、創始者為施本爾（Philipp Jacob Spener）和組織推動的富朗開（August Hermann Francke）。青岑多夫接續他們的理念，「把敬虔主義推到極端，但仍保留在路德宗教義範圍內」，為敬虔運動主要代表性人物之一。雖未讀過神學，信義宗神學家傅立爾（George Forell)為青岑多夫的著書介紹時，稱他為馬丁路德與史萊馬赫（Friedrich Daniel Ernst Schleiermacher）之間最有影響力的神學家。
青岑多夫蒙召後，畢生投入有關心靈宗教的敬虔運動，與敬虔主義當時所要改革的背景有關。馬丁路德（Martin Luther, 1483-1546）十六世紀宗教改革後，其跟隨者信義宗的神學家在經院哲學與理性主義的影響下，為了教義的傳承，致力於神學思想的合理正統與命題系統化。然而卻演變成教義的爭論攻擊，基督信仰也被侷限於浸禮、教義信條和崇拜的儀式。親岑多夫曾兇悍的批評此現象，「真理一旦變成系統，人就失掉真理」。信義宗正統教義的刻板僵化，造成靈性的低落，所以在更正教內部興起改革。注重重生經歷與靈修生活，「正確的感覺、生活和正統的教義」缺一不可的敬虔主義（Pietismus）運動，於是在歐洲展開。
青岑多夫的理念主張可以大致歸納成幾個部分，這也是敬虔主義的特色：第一、「歸正的敬虔」。青岑多夫認為對教義必須自己「有過、見過、感受過、經歷過和享受過」。主張與耶穌親密的內在經歷和強烈明顯的感情或屬靈感覺，才是真正的基督教信仰。因此，青岑多夫和摩拉維亞弟兄會的教會，強烈的重生經驗是成為會友的必要條件。他也鼓吹專注默想耶穌的受苦受難過程，體認耶穌的流血犧牲。雖然後期有一些偏頗的影響，但在當時的確鼓勵了一些不懂教義的基督徒，渴望活出耶穌所喜歡的樣式。因著對耶穌豐沛的情感，青岑多夫創作了大量聖詩，歌曲成為他傳達教義、表達宗教情感最真實的語言。 第二、主張和平的精神。敬虔主義追求良心的完全自由，青岑多夫認為不要過度介入處理異端。因為當人心意更新就會明白真理，不需要用批評或逐出教會等激烈手段。所以面對信義宗正統教義視為異端且嚴重指責時，青岑多夫仍持恩慈的立場。 第三、「外顯的基督信仰」。青岑多夫強調透過信徒與基督間無法述說的滿足關係，能讓基督信仰在生活中展現。就如約翰衛斯理在船難中看到摩拉維亞弟兄會不畏生死的信心，後來也領受屬靈的覺醒。第四、相愛的團契生活。三一上帝是愛的團契，青岑多夫深信基督徒要活出相愛和諧的生活；因耶穌與個人和群體的關係是不同的，甚至對聖經的領受是透過群體形成共識，所以需要同住成為一個信心的群體。秉持這信念，青岑多夫在德國貝特爾斯多夫（Bethelsdorf)購置產業且命名為黑恩胡特（Herrnhut)，也就是「主的守望臺」，又稱主護村。收留被各宗派逼迫的宗教難民。1727年主護村因各宗派移民人數增長，發生因真理爭辯的分裂狀況，青岑多夫講了三小時道，眾人為過犯羞愧悔改禱告，自發性改變遵守莊園約束令，回到相愛和諧的關係。後續也在歐美設立多處類似的社區和摩拉維亞教會，發展出全天禱告守望的群體生活、「愛筵、唱詩敬拜的新年守歲崇拜和復活節的朝陽崇拜」。第五、積極的海外宣教。1731年因著聽到來自古巴信主的奴隸所述說的痛苦遭遇，青岑多夫在感動之下立刻行動，向主護村傳遞並開始宣教，從此青岑多夫與摩拉維亞弟兄會致力於世界各地的興學教育與宣教，足跡遍佈歐美非，甚至俄國，影響至今。在當時除了天主教耶穌會海外宣教外，摩拉維亞弟兄會算是基督教會唯一且有組織的宣教團體。建立跨宗派的基督教會「神在聖靈裡的會眾」，是他一生的理想。
青岑多夫在信仰上雖強調和耶穌的經歷與情感，但並不是像靈恩派激烈的表達方式；他雖自成一派，但不是遠離人群單單追求屬靈成長；他雖然反對形式化的教義，但並非完全反否定教義，他承認信義宗的奧斯堡信條，也是信義宗所按立的神職人員。他所參與的敬虔運動，不是改革信義宗，乃是恢復馬丁路德所開始的宗教改革。

## 作品
他创作了大量的圣诗，其中最著名的是“耶稣，你的血和你的义”和“耶稣还在引领我”。他的讲道集被Gottfried Clemens编为10册出版，他的日记（1716-1719）被Gerhard Reichel和Josef Theodor Müller出版（主护村，1907年），他的圣诗则由H. Bauer和G. Burkhardt于1900年在莱比锡出版。